# Guerra gaucha (álbum)
Guerra gaucha es el nombre del octavo álbum de estudio de la banda de rock argentina Enanitos Verdes. El álbum salió al mercado por EMI Music el 9 de julio de 1996. La portada del álbum muestra una pared de ladrillos, de un edificio, con una ventana abierta en la que se ve a una familia a la mesa. En la pared está escrito el grafiti "Guerra Gaucha". En el reverso, la ventana está cerrada.

## Lista de canciones
| Guerra gaucha |                                                                                     |                                |          |  |
| N.º           | Título                                                                              | Escritor(es)                   | Duración |  |
| 1.            | «Guerra gaucha» (solo de guitarra Jeff Baxter)                                      | Felipe Staiti                  | 2:42     |  |
| 2.            | «Dale Pascual»                                                                      | Felipe Staiti Marciano Cantero | 3:15     |  |
| 3.            | «El día es claro»                                                                   | Marciano Cantero Felipe Staiti | 3:28     |  |
| 4.            | «Ella» (con Cosme y Domingo Cura)                                                   | Felipe Staiti                  | 3:39     |  |
| 5.            | «Lágrimas en Calcuta»                                                               | Felipe Staiti Marciano Cantero | 5:08     |  |
| 6.            | «¿No te sobra una moneda?»                                                          | Charly García                  | 4:16     |  |
| 7.            | «Eterna soledad»                                                                    | Marciano Cantero Felipe Staiti | 2:53     |  |
| 8.            | «El país del no dormir» (con Daniel Binelli (bandoneón) y Nancy Stein Ross (chelo)) | Felipe Staiti                  | 3:25     |  |
| 9.            | «Fuiste»                                                                            | Felipe Staiti Marciano Cantero | 4:44     |  |
| 10.           | «El delfín»                                                                         | Marciano Cantero Felipe Staiti | 4:50     |  |
| 11.           | «Héroes al fin»                                                                     | Felipe Staiti Marciano Cantero | 3:35     |  |
| 12.           | «Estoy en el infierno»                                                              | Felipe Staiti Daniel Piccolo   | 3:10     |  |
| 13.           | «Salpicándonos»                                                                     | Felipe Staiti                  | 5:12     |  |
| 14.           | «Kumbanquele»                                                                       | Felipe Staiti Marciano Cantero | 4:07     |  |
| 15.           | «Caretas sin alma»                                                                  | Marciano Cantero Felipe Staiti | 2:53     |  |

## Estilo
El estilo musical del álbum fusiona el rock tradicional con el tango y el folklore latinoamericano. Ha sido considerado como uno de los mejores álbumes de Enanitos Verdes. Entre los temas se destacan El día es claro, Eterna soledad, Guerra gaucha y Dale Pascual. El video Dale Pascual fue censurado en algunas cadenas televisivas latinoamericanas, sufriendo censura de la frase "trabajar como negro", que fue cambiada por "trabajar como perro".

## Personal
En el álbum participan también como músicos invitados el famoso percusionista folklórico Domingo Cura (bombo y caja peruana), el bandoneonista de tango Daniel Binelli, el percusionista Luis Conte y Rubén Albarrán del grupo mexicano Café Tacuba, cantando a dúo con Marciano Cantero en el tema "Ella". Enanitos Verdes también incluyen en este álbum el tema "¿No te sobra una moneda?", compuesto por Charly García. Luis Conte percusionista invitado en temas 2, 3, 5, 8, 11, 13, 14 y 15.